# Panfilo Nuvolone
Panfilo Nuvolone (Cremona, 1581-Milán, 1651) fue un pintor manierista[cita requerida] italiano, que pintó temas religiosos y bodegones.

## Biografía
Era hijo de un caballero de Mantua, y fue el patriarca de una familia de pintores de Cremona. En esa ciudad, fue aprendiz de Giovanni Battista Trotti (conocico como il Malosso). Después se trasladó a Milán (hacia 1610), donde pintó frescos, retablos y bodegones.
Uno de sus escasas obras bien documentadas representa una fuente de melocotones, que recuerda pinturas contemporáneas de frutas en Milán, como la de 1594-98 de Caravaggio en la Pinacoteca Ambrosiana y temas parecidos de Fede Galizia. Su hijo, Carlo Francesco Nuvolone, fue un pintor notable en Lombardía. El hijo más joven de Panfilo, Giuseppe Nuvolone, también fue pintor.